# Jules Destrooper

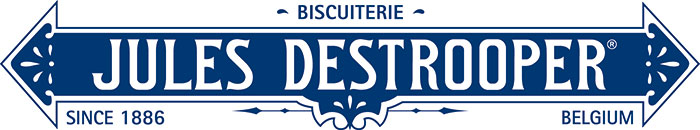
Logo de la marque.

La Biscuiterie Jules Destrooper NV est une marque de biscuits belges. Celle-ci fait partie de la liste des fournisseurs brevetés de la cour de Belgique. Elle a été fondée en 1885 par Jules Destrooper,.

## Histoire

### Création

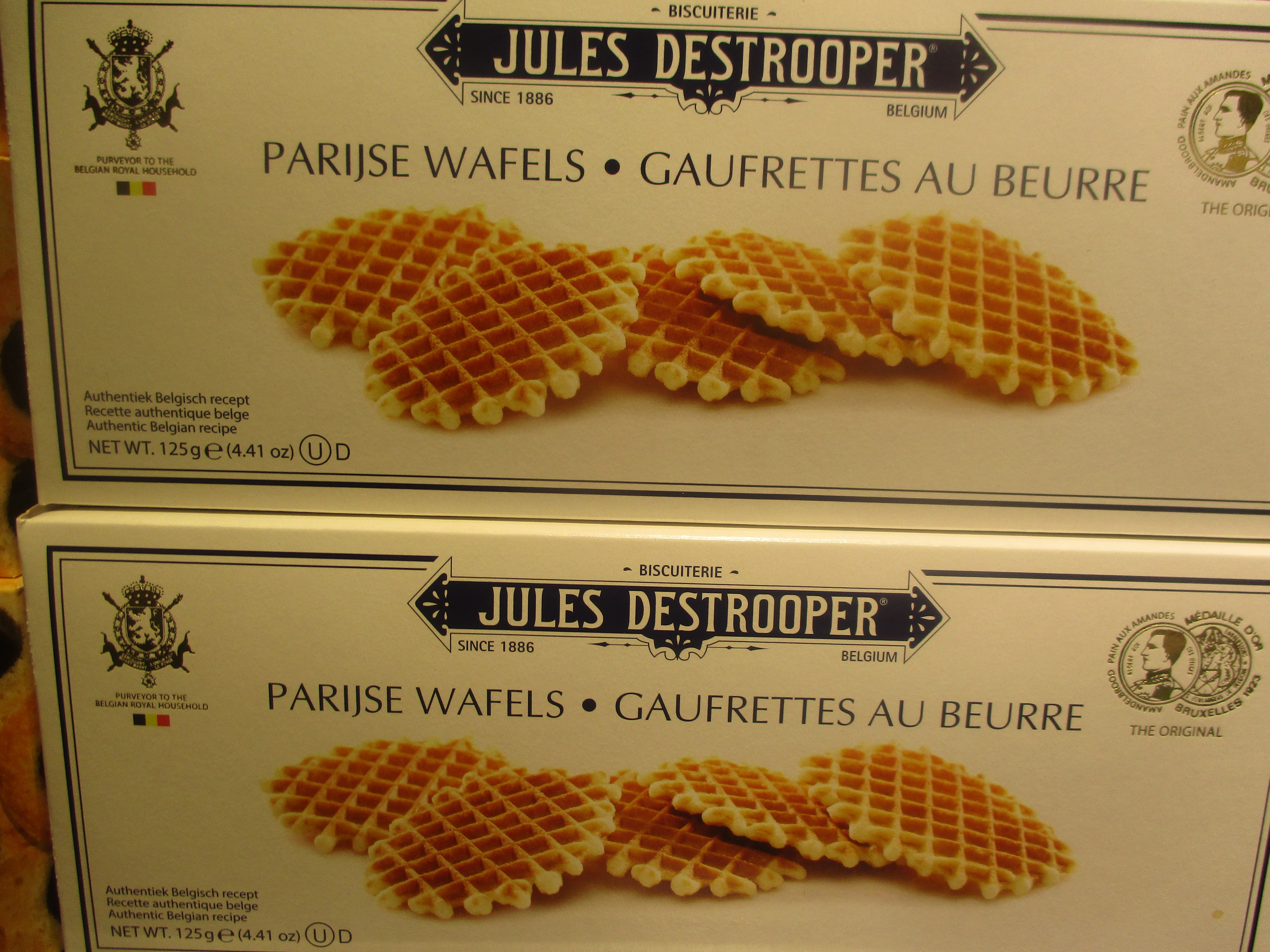
Gaufrettes Jules Destrooper.

C'est le 8 août 1885 que le jeune boulanger Jules Destrooper ouvre sa boulangerie à Lo. Il a l'idée d'ouvrir un rayon de produits coloniaux et met des herbes exotiques dans un pain aux amandes afin d'imaginer un biscuit aux amandes qu'il appelle « amandelbrood » et il l'envoie en cadeaux d'affaires. L'un de ses clients est le propriétaire de l'hôtel Teirlinck qui sert des cakes et des biscuits à ses clients anglais. Fort de son succès, Destrooper lance un deuxième biscuit dans son assortiment, le « naturbutterwaffel », petite gaufrette au beurre.
Il cuit des gaufrettes avec des fenêtres en diagonale d'après des moules qu'il fabrique lui-même. Le succès est si grand qu'il se fait connaître aussi à l'étranger ; il remporte une médaille d'or à l'exposition de Paris de 1911 pour son « amandelbrood ». De son mariage avec Felicia Maria Verweirder (1863-1928), il a deux filles et un fils, Julius Josephus Cornelius Destrooper (1893-1973), connu comme Jules Destrooper junior, à qui son père transmet la boutique en 1911.
Après la Seconde Guerre mondiale, le secteur de la biscuiterie est en crise, mais Jules Destrooper junior parvient à exporter ses produits aux États-Unis. Patriek et Peter Destrooper reprennent la biscuiterie en 1984 et soutiennent l'expansion de la production. Une deuxième usine ouvre en 1986 à Ypres. Les années 1990 et 2000 sont marquées par de nouvelles acquisitions.

### Changement de propriétaire

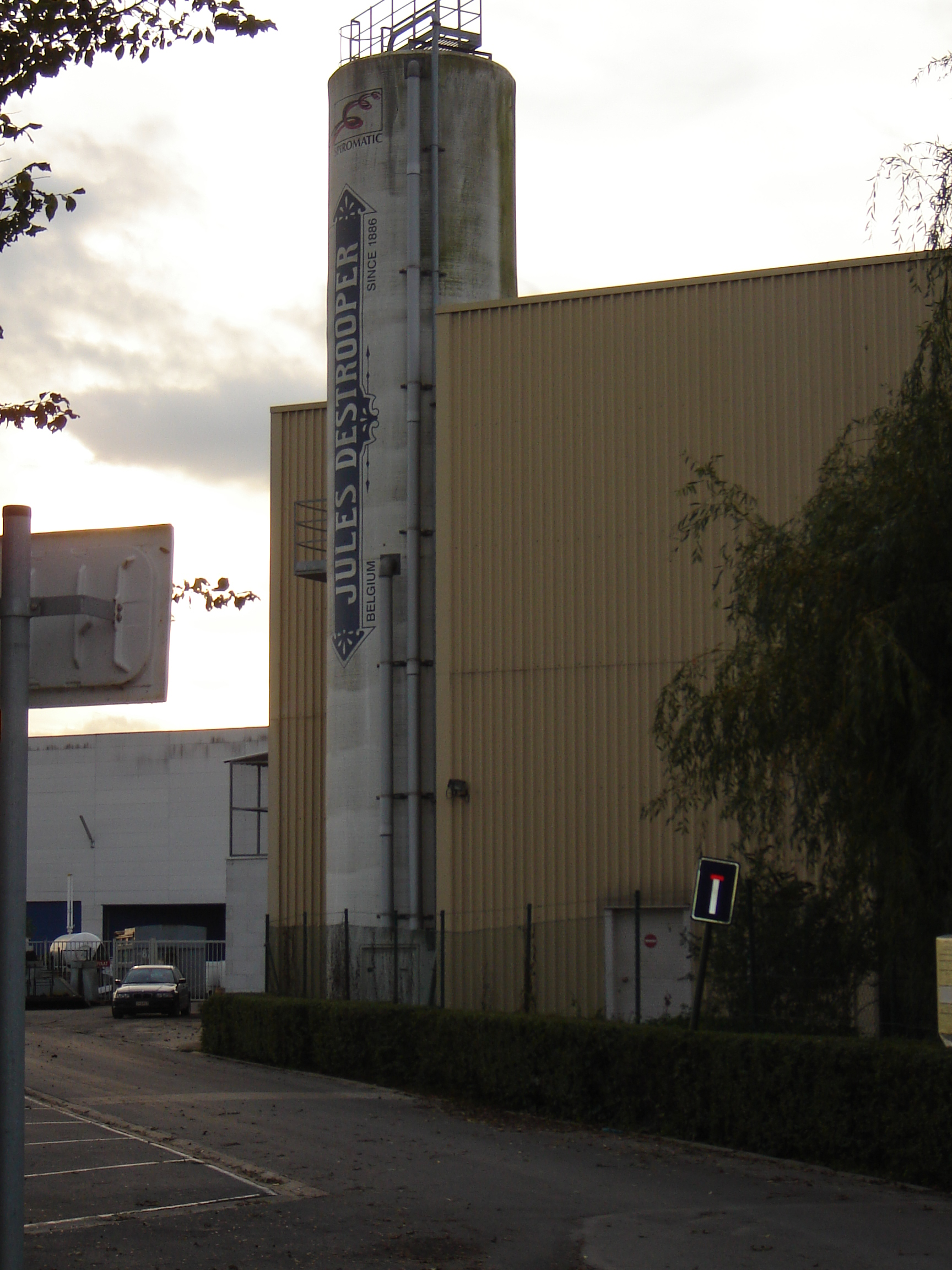
Vue de l'usine de Lo.

Le 28 avril 2015, l'entreprise familiale indépendante, détenue à 50% par les frères Peter et Patriek Destrooper, est vendue à la holding GT & CO de la famille Vandermarliere.
Aujourd'hui la biscuiterie Destrooper vend ses produits dans 75 pays. Avec ses cent soixante employés, elle génère un chiffre d'affaires annuel d'environ 36 millions d'euros.